# Bernard Thareau
Bernard Thareau (ur. 2 września 1936 w La Rouxière, zm. 29 czerwca 1995) – francuski polityk i rolnik, eurodeputowany I, II i III kadencji.

## Życiorys
Z zawodu rolnik, był aktywistą organizacji rolniczych. Działał w Partii Socjalistycznej, pełnił funkcję krajowego sekretarza do spraw rolnictwa i obszarów wiejskich tego ugrupowania. W latach 1981–1994 sprawował mandat posła do Parlamentu Europejskiego I, II i III kadencji. Zasiadał we frakcji socjalistycznej, pracował głównie w Komisji ds. Rolnictwa, Rybołówstwa i Rozwoju Wsi.